# Taeromys
Taeromys es un género de roedores miomorfos de la familia Muridae. Son endémicos de las Célebes (Indonesia).

## Especies
Se han descrito las siguientes especies:
- Taeromys arcuatus (Tate & Archbold, 1935)
- Taeromys callitrichus (Jentink, 1878)
- Taeromys celebensis (Gray, 1867)
- Taeromys hamatus (Miller & Hollister, 1921)
- Taeromys microbullatus (Tate & Archbold, 1935)
- Taeromys punicans (Miller & Hollister, 1921)
- Taeromys taerae (Sody, 1932)